# Gare de Saint-Cergue
La gare de Saint-Cergue est une gare ferroviaire située sur le territoire de la commune suisse de Saint-Cergue, dans le canton de Vaud.

## Situation ferroviaire
Établie à 1 047 mètres d'altitude, la gare de Saint-Cergue se situe entre les gares des Pralies et de La Chèvrerie.

## Histoire

### Construction
Le bâtiment principal et le hangar (en bois) de la gare furent construits en 1916.

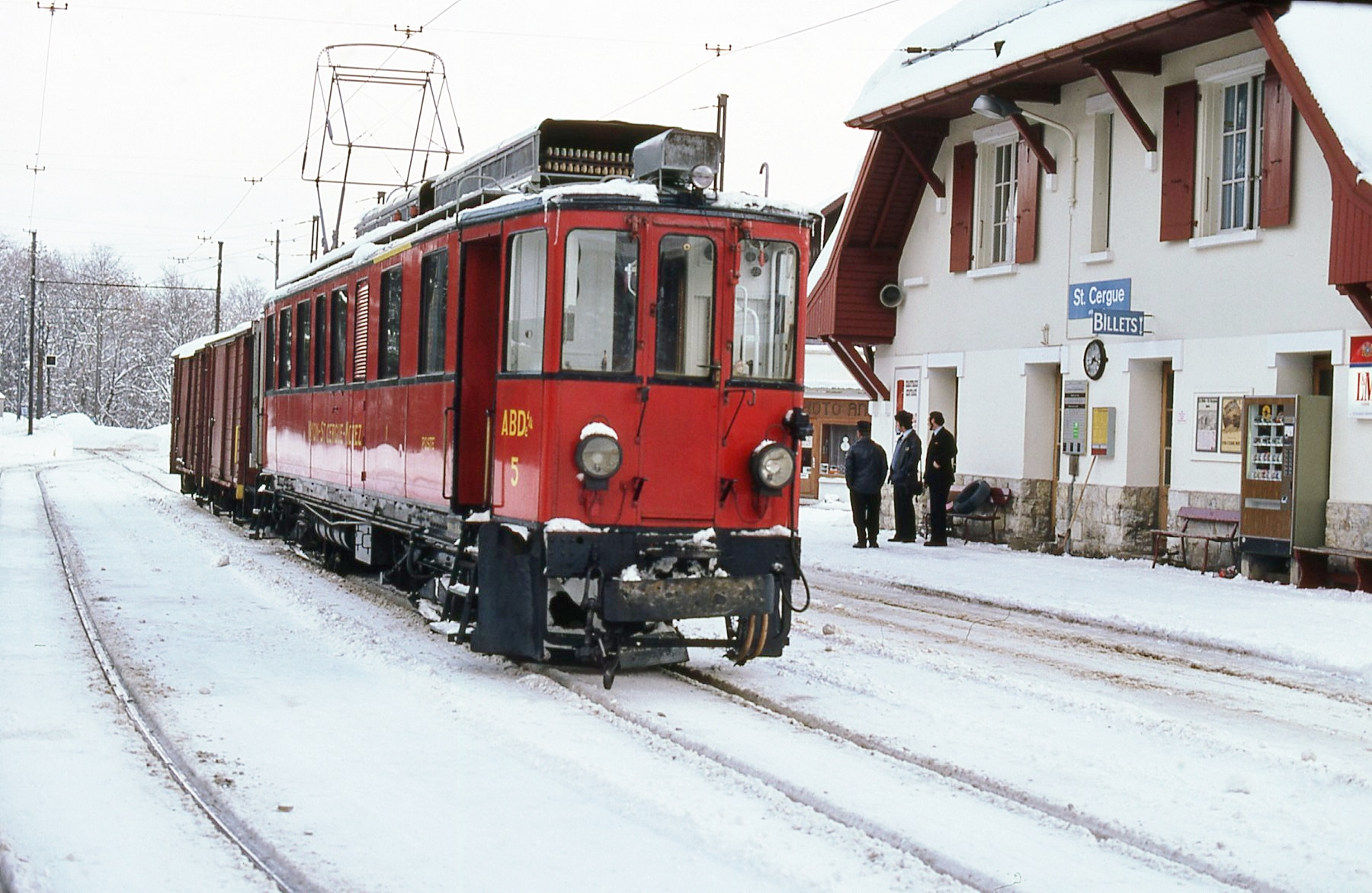
Vue de la gare de Saint-Cergue en 1980.

Dans les années 1990, le hangar pour les trains fut agrandi et rénové en béton.
En 2002, la compagnie du NStCM installa des caméras de vidéo-surveillance autour de la gare, contre le vandalisme, que d'autres gares de cette ligne avaient subi.

## Service des voyageurs

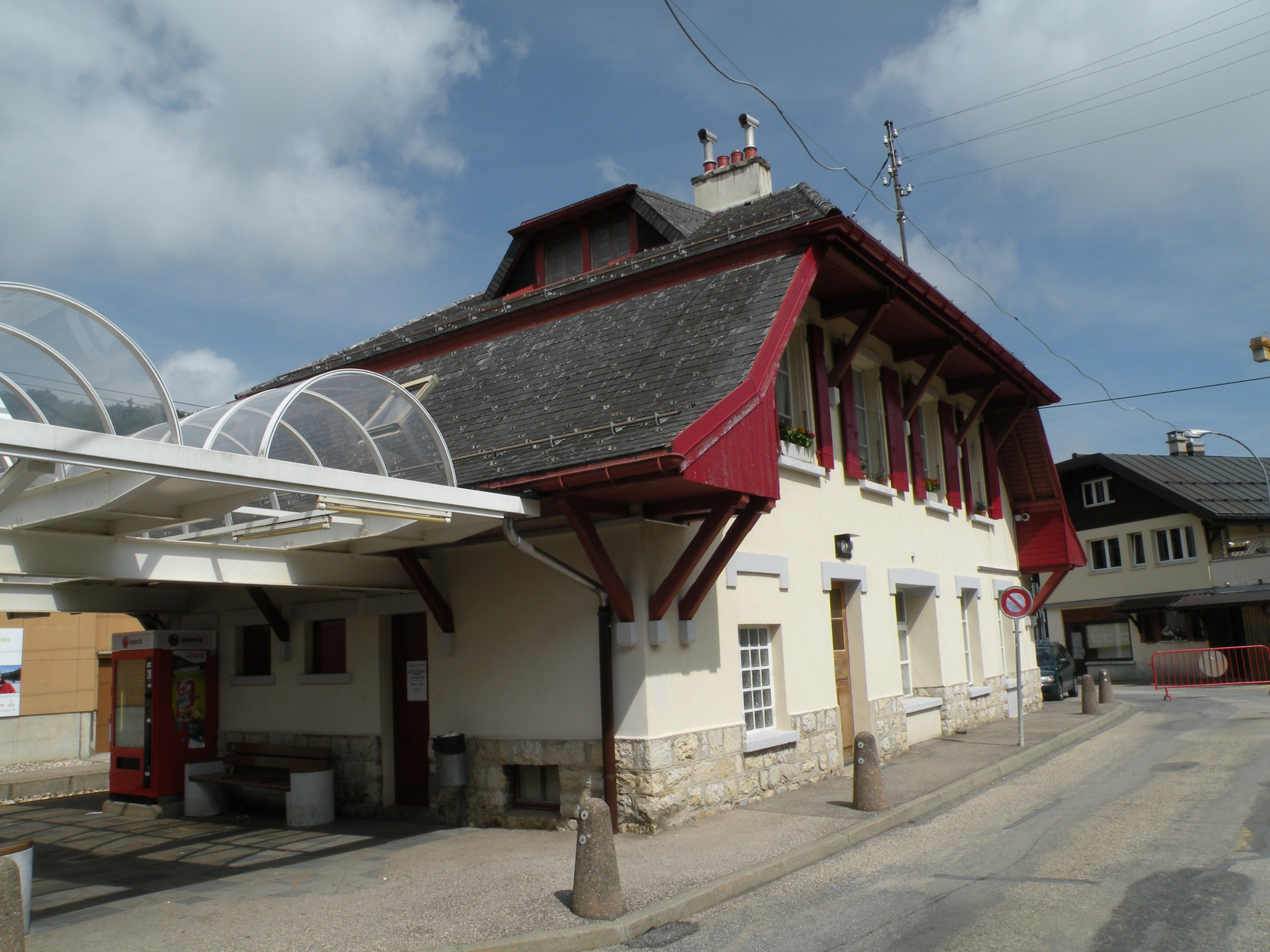
Vue du bâtiment principal de la gare.